# Зелёный мост (Вильнюс)

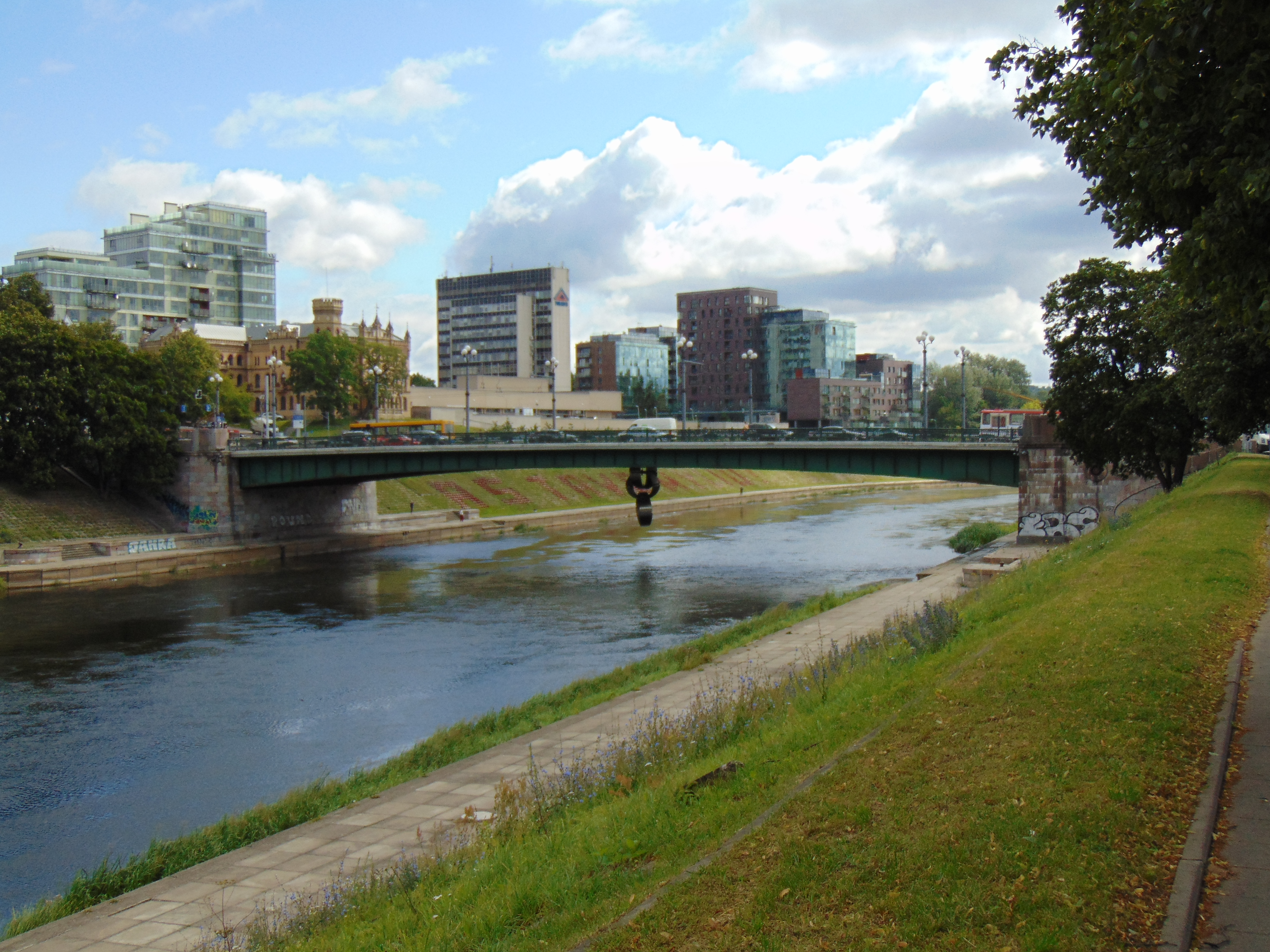
Вид с южного берега

Зелёный мост (мост Жалясис; лит. Žaliasis tiltas) — автодорожный металлический консольно-рамный мост через реку Вилию в Вильнюсе, Литва. Соединяет расположенные на левом берегу районы Старый город и Науяместис с районом Шнипишкес, расположенным на правом берегу. Сооружённый в этом месте мост неоднократно разрушался и заново отстраивался. Существующий мост был построен после Второй мировой войны и стал одним из первых и самых важных мостов города, восстановленных после войны. Мост включён в Реестр культурных ценностей Литовской Республики, охраняется государством (код 8048).

## Расположение
Расположен в створе улицы Калварию (лит. Kalvarijų gatvė), соединяя её с улицей Вильняус. На правом берегу к мосту подходят улицы Жвяю (лит. Žvejų gatvė) и Упес (лит. Upės gatvė), на левом — улицы А. Гоштауто (лит. A. Goštauto gatvė) и Жигиманту (лит. Žygimantų gatvė). Рядом с мостом расположены Дворец Радушкевича, Костёл Святого Рафаила, Художественный музей Витаутаса Касюлиса, Литовский театр оперы и балета.
Выше по течению находится Мост Короля Миндаугаса, ниже — Белый мост.

## Название
Название известно с 1759 (1766 года), когда мост был выкрашен в зелёный цвет. Мост, построенный в 1948—1952 годах, был переименован в мост Черняховского (лит. Černiachovskio tiltas), в честь генерала И. Д. Черняховского, который участвовал в освобождении Вильнюса в 1944 году. В начале 1990-х годов возвращено первоначальное название.

## История
Первые недолговечные мосты на реке Вилии сооружались ближе к нынешнему устью Вильни, там, где образовывались отмели, приблизительно в том месте, где сейчас мост короля Миндаугаса. Письменные источники упоминают мост через Вилию, первоначально деревянный, уже в конце XIV века.
В 1529 году король польский и великий князь литовский Сигизмунд Старый поручил воеводе виленскому и канцлеру великому литовскому Альбрехту Гаштольду построить каменный мост, однако этот замысел не был осуществлён. В 1536 году Сигизмунд Старый выдал привилегию на строительство моста у дороги на Вилькомир и взимание платы за проезд, в возмещение расходов по возведению, виленскому городничему Ульриху Гозиусу. Сооружение моста было завершено его сыном. Мост состоял из четырёх деревянных пролётов от 19 до 21 м длиной на каменных опорах. При въездах на мост стояли каменные ворота с жилищем на втором этаже для стражников и мытников. Мост был крытым; у его концов были построены торговые лавки. За переезд по мосту взималась значительная плата. В 1545 году мост был передан в ведение виленского магистрата. В начале XVII века мост, по описанию Алессандро Гваньини, был каменным и сверху крытым. После пожара 1655 года мост долго не отстраивали.
Новый мост был построен только в 1674 году. Построенный Фиком по проекту архитектора полковника Джамбаттиста Фредиани мост был деревянным арочным. При весенних паводках ему наносился ущерб, отчего мост приходилось часто чинить. Для охраны моста по его концам были построены каменные ворота.
В 1789 году проект нового моста разработал Лауринас Гуцявичюс. Однако к постройке был принят проект Маураха. Работами руководил Мартин Кнакфус. Новый мост сгорел в 1791 году и был восстановлен только около 1805 года. Восстановленный мост изображён на акварели Юзефа Пешки (1808 год). При нашествии Наполеона в 1812 году мост был сожжён отступающими русскими частями. Его отстроили в 1827—1829 годах (позднее реставрировался в 1848 году); в отсутствие моста переправа осуществлялась посредством парома.
Восстановленный мост был четырёхпролётным деревянным арочным на каменных опорах. Для защиты промежуточных опор от ледохода были устроены деревянные ледорезы по проекту архитектора Ивана Левицкого. За время эксплуатации моста было произведено несколько ремонтов без изменения конструкции.
В 1893 году по проекту и под наблюдением профессора Н. А. Белелюбского началось строительство постоянного моста. Работы велись под наблюдением Виленского строительного отделения (губернский инженер Айвазов, техники-архитекторы Винер и Прозоров). Металлоконструкции изготовил Путиловский завод, сборку на месте контролировал инженер Мамонтов. В начале июля 1894 года было смонтировано пролётное строение. Торжественное открытие моста состоялось 28 октября (пешеходное движение было открыто ранее). Общая стоимость строительства составила около 200 тыс. руб.. Мост стал однопролётным с пролётным строением в виде металлической фермы двухраскосного типа с ездой понизу длиной 85 м. Ширина проезжей части составляла 8,5 м, тротуары шириной по 1,5 м были вынесены на консоли. Въезды на мост были украшены цинковой обделкой и гербами. По традиции мост был выкрашен в зелёный цвет. 
Мост был взорван отступавшими немцами в 1944 году во время боев за Вильнюс.

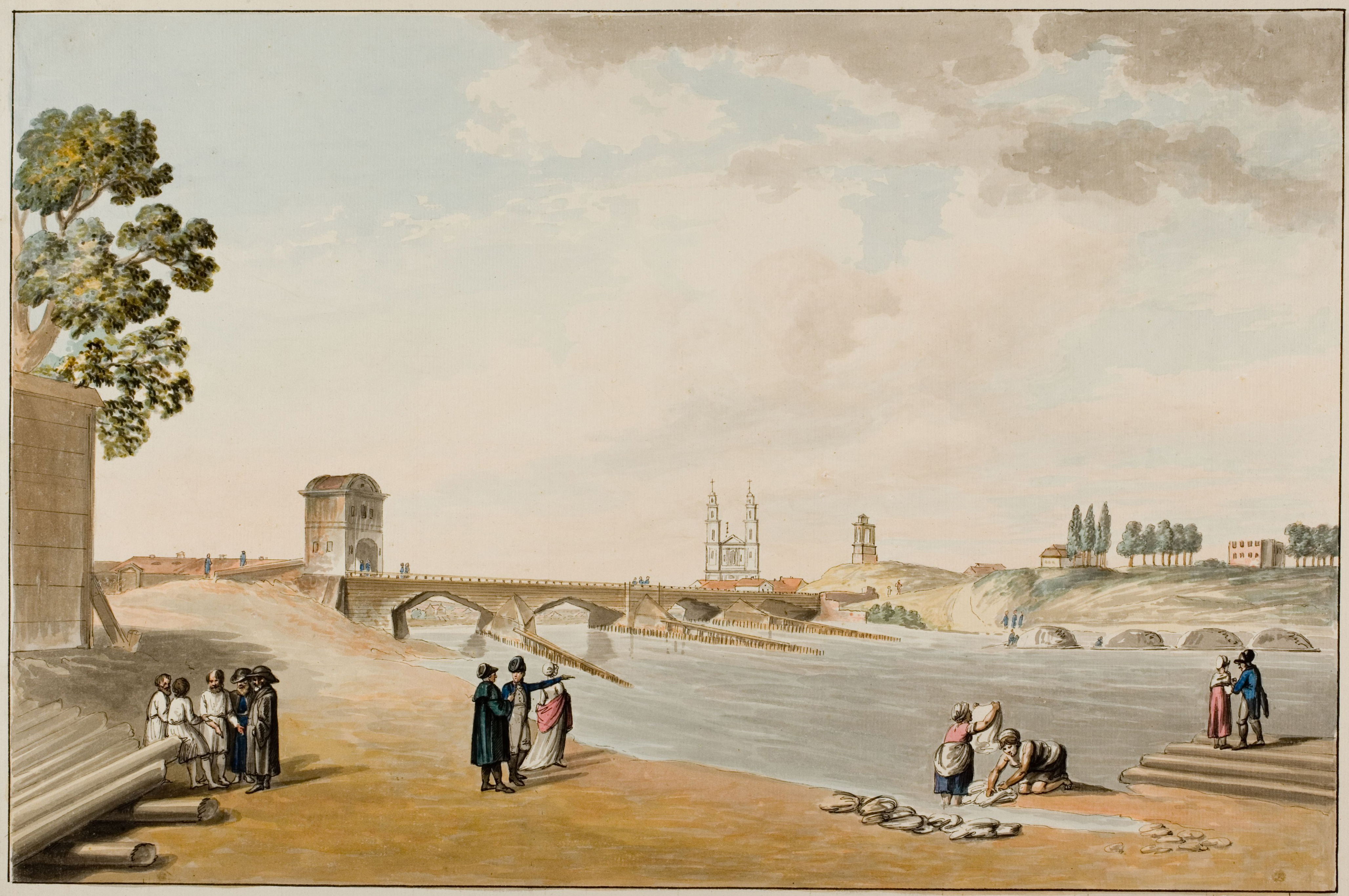
Зелёный мост на акварели Юзефа Пешки, 1808 год
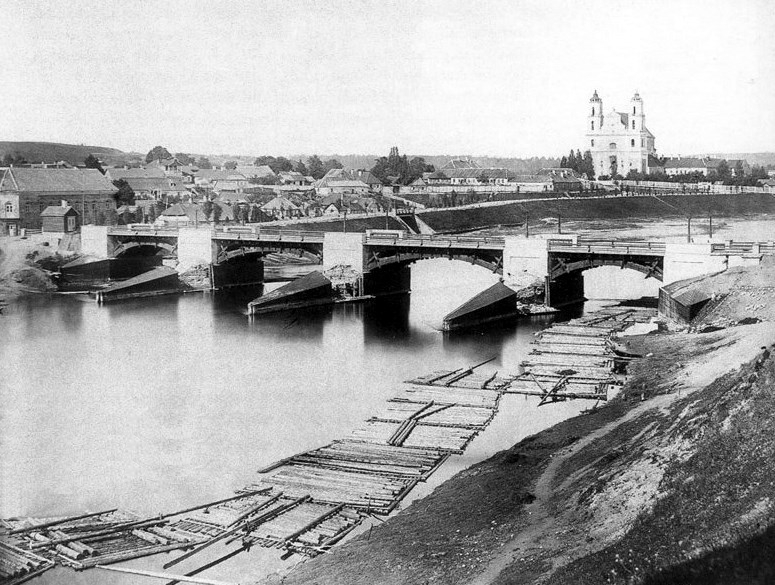
Мост в 1870-х годах
Зелёный мост в начале XX века
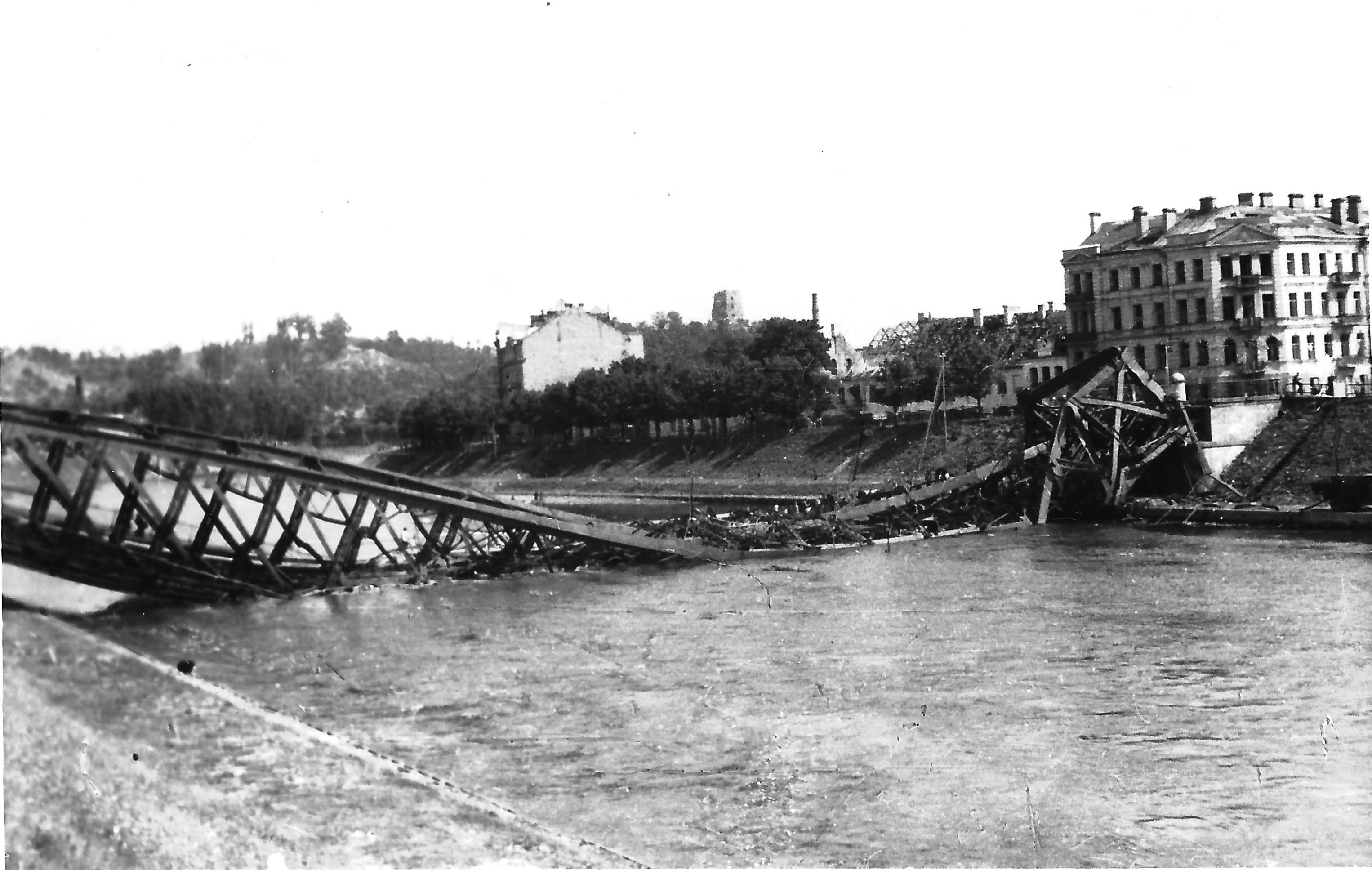
Разрушенный мост, 1944 год

Современный мост сооружён по проекту ленинградского института «Проектстальконструкция» в 1948—1952 годах силами советских военно-инженерных войск Прибалтийского военного округа и получил имя генерала И. Д. Черняховского.
Архитектурно-декоративную часть проекта разрабатывал авторский коллектив в составе архитектора Виктора Аникина, конструктора Э. Попова, скульпторов Б. Пундзюса, Ю. Микенаса, П. Вайвады, Н. Пятрулиса, Б. Бучаса, Ю. Кедайниса, Б. Вишняускаса.

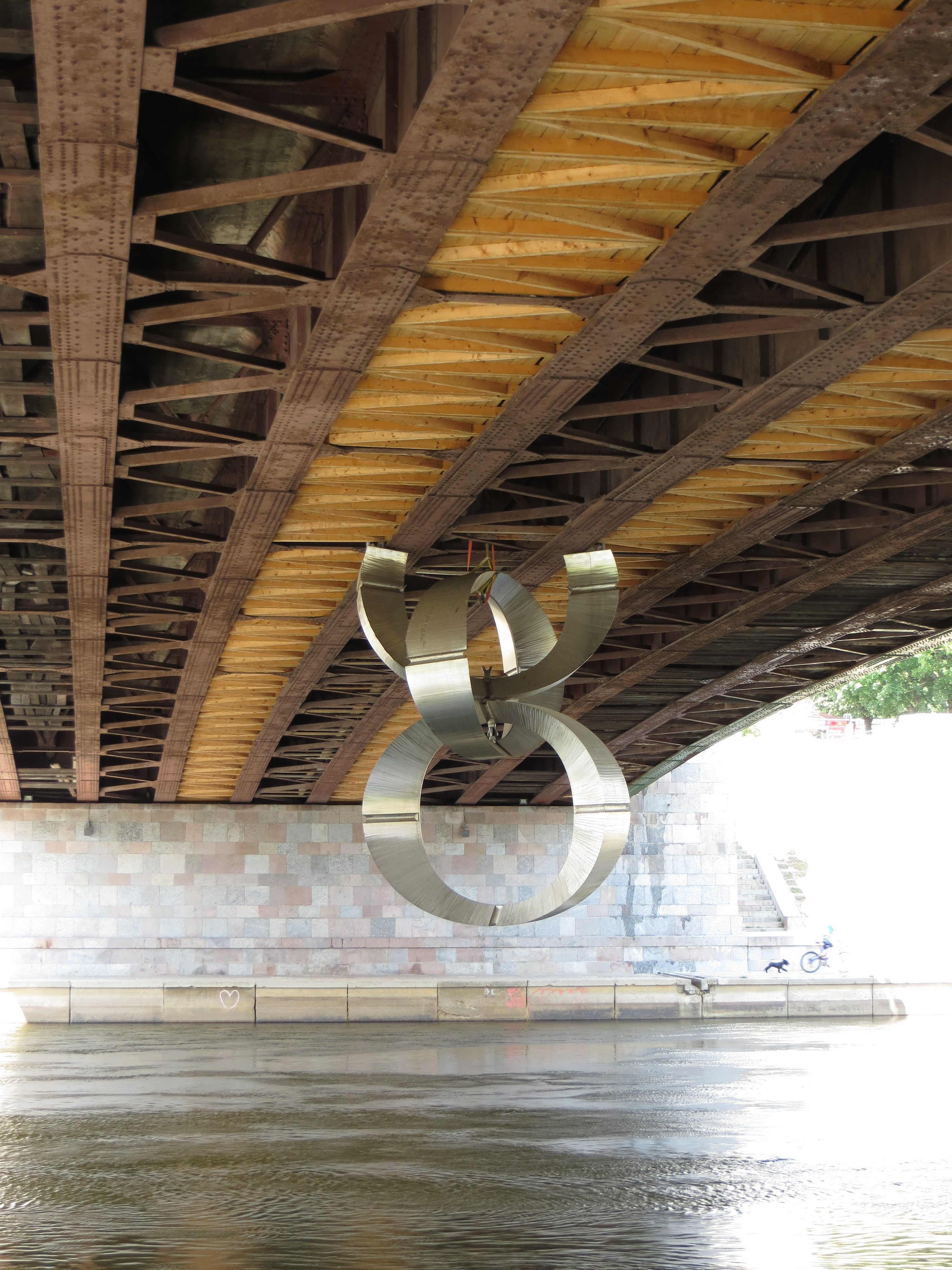
Скульптура «Цепь»

Монтаж конструкции был разбит на ряд этапов, строгое соблюдение которых обеспечивало работу конструкции в соответствии с расчетными предпосылками. На этапе I монтировали металлическую конструкцию балки, опирающуюся на колонны при расчетной схеме в виде двухконсольной балки, свободно опирающейся на колонны. На этапе II бетонировали железобетонную плиту на консолях и часть противовесов массой по 17,5 т. Перед этапом III в середине пролёта возвели две временные опоры, после чего бетонировали плиту среднего пролёта. Нагрузка от веса плиты и опалубки воспринималась металлической конструкцией среднего пролёта как трёхпролётной балкой. После достижения бетоном плиты необходимой прочности временные опоры разбирали. На этапе V бетонировали остальную часть противовесов. На последнем этапе VI были установлены подкосы, а система превращена в двухшарнирную раму.
Во время ремонта покрытия моста в 1975 году сооружены металлические барьерные ограждения, отделяющие проезжую часть от тротуара, в 1978 году перекрашены металлические конструкции, в 1980 году специалисты кафедры металлических конструкций Вильнюсского инженерно-строительного института провели инженерные исследования, испытания статическими и динамическими нагрузками.
28 января 1993 года мост был внесён в реестр культурных ценностей Литвы. 31 декабря 1997 года мост был зарегистрирован в реестре недвижимых культурных ценностей Литовской Республики как «Зелёный мост со скульптурами» (лит. Žaliasis tiltas su skulptūromis) под кодом G148K, при этом сам мост имел код G148K1, скульптурная группа «Строительство и промышленность» — G148K2, «Сельское хозяйство» — G148K3, «На страже мира» — G148K4, «Учащаяся молодёжь» — G148K5. 29 апреля 2005 года «Зелёный мост со скульптурами» признан культурной ценностью, охраняемой государством, в том же году сменились коды, они стали равны, соответственно, 8048 (весь комплекс), 16900 (мост) и 23573—23576 (скульптурные группы). В 2006 году выполнен ремонт моста, в ходе которого заменены гидроизоляция, покрытие проезжей части и тротуаров, коммуникации и освещение.
В 2010 году в рамках проекта «Знаки Вильнюса» скульптора Кунотаса Вильджюнаса под мостом была установлена скульптура из нержавеющей стали «Цепь» (лит. Grandinė), символизирующая период оккупации Литвы. 

### Скульптуры моста
Мост был украшен четырьмя скульптурными группами, установленными в 1952 году на гранитных постаментах, сооружённых в 1950 году (архитектор В. Аникин), по углам моста:
- «Учащаяся молодёжь» (лит. Mokslo jaunimas, скульпторы Ю. Микенас и Ю. Кедайнис), изображающая студента и студентку с книгами, в северо-западном углу моста

- «На страже мира» (лит. Taikos sargyboje, скульптор Б. Пундзюс), два солдата со знаменем, в северо-восточном углу моста

- «Сельское хозяйство» (лит. Žemės ūkis, скульпторы П. Вайвада и Б. Бучас), механизатор и девушка-земледелец, в юго-западном углу моста

- «Строительство и промышленность» (лит. Pramonė ir statyba, скульпторы Н. Пятрулис и Б. Вишняускас), шахтёр и строитель, в юго-восточном углу моста.

Скульптуры были отлиты из чугуна на ленинградском заводе художественного литья «Монументскульптура». Высота скульптурной группы «На страже мира» вместе с постаментом составляла 4 м, остальных скульптурных групп — 3,2 м. Скульптуры имели статус памятника искусства местного значения с кодом DV 50.

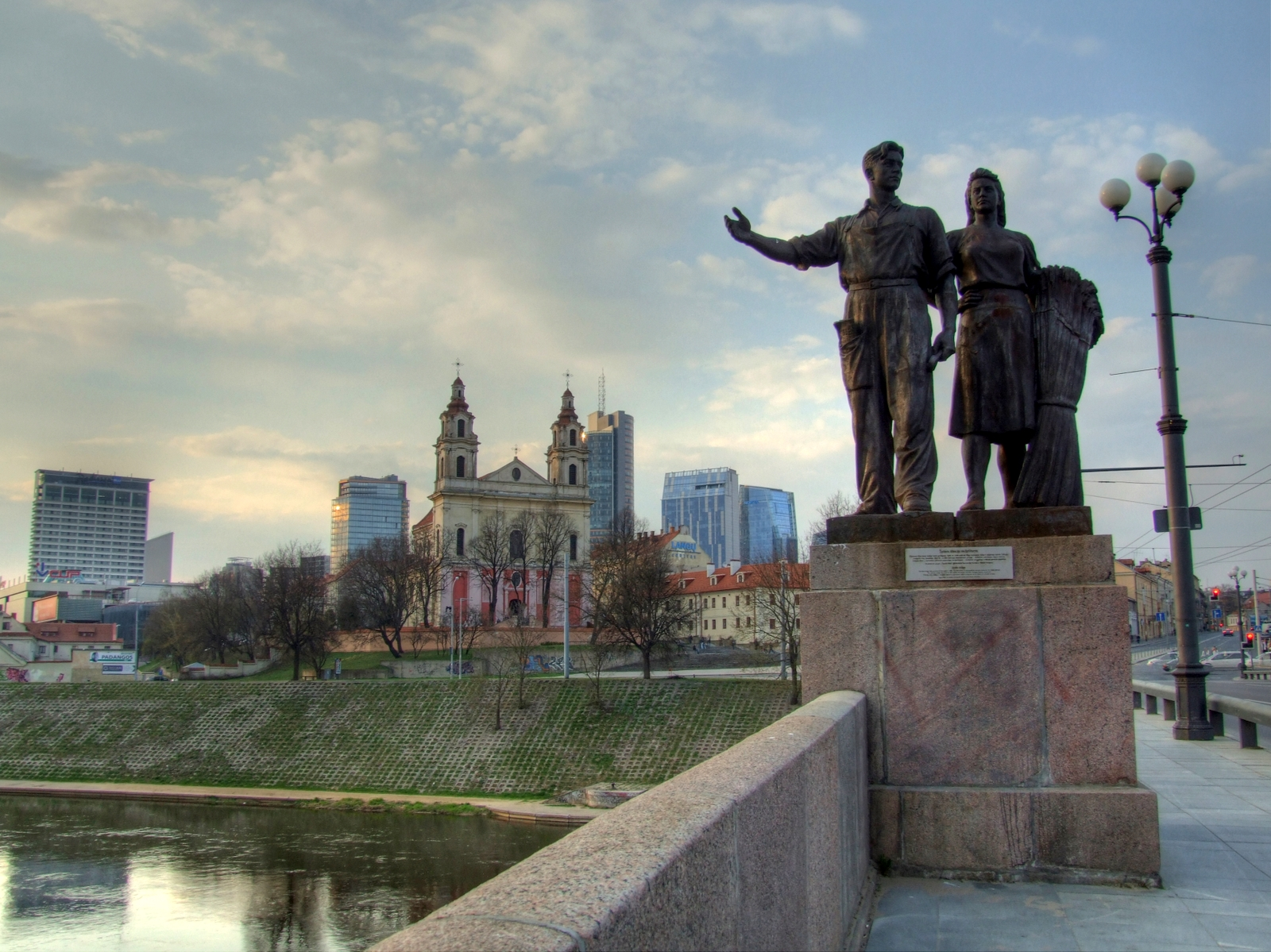
Скульптурная группа Сельское хозяйство» (лит. Žemės ūkis) в 2011 году.
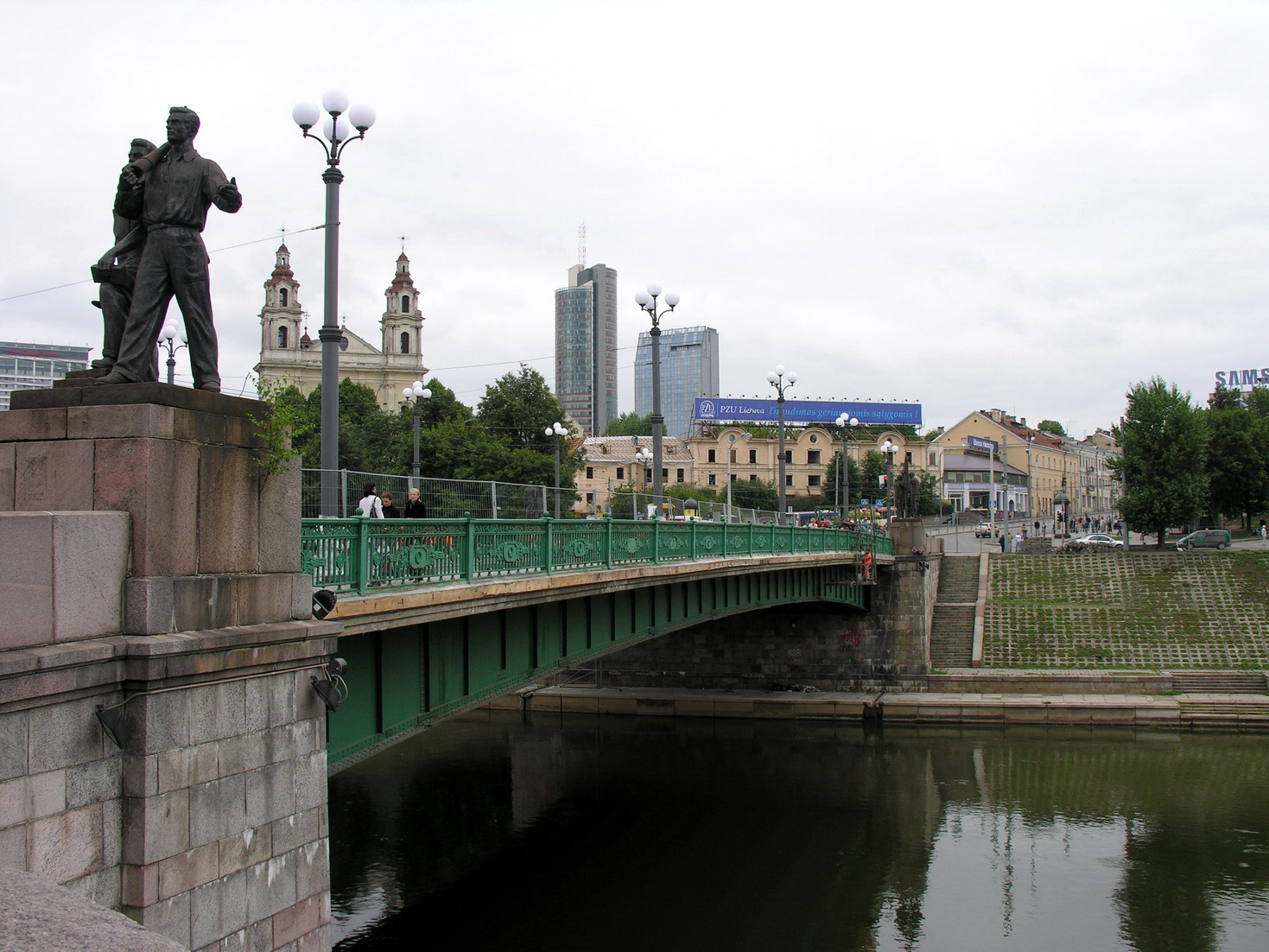
Скульптурная группа «Строительство и промышленность» (лит. Pramonė ir statyba) в 2006 году.
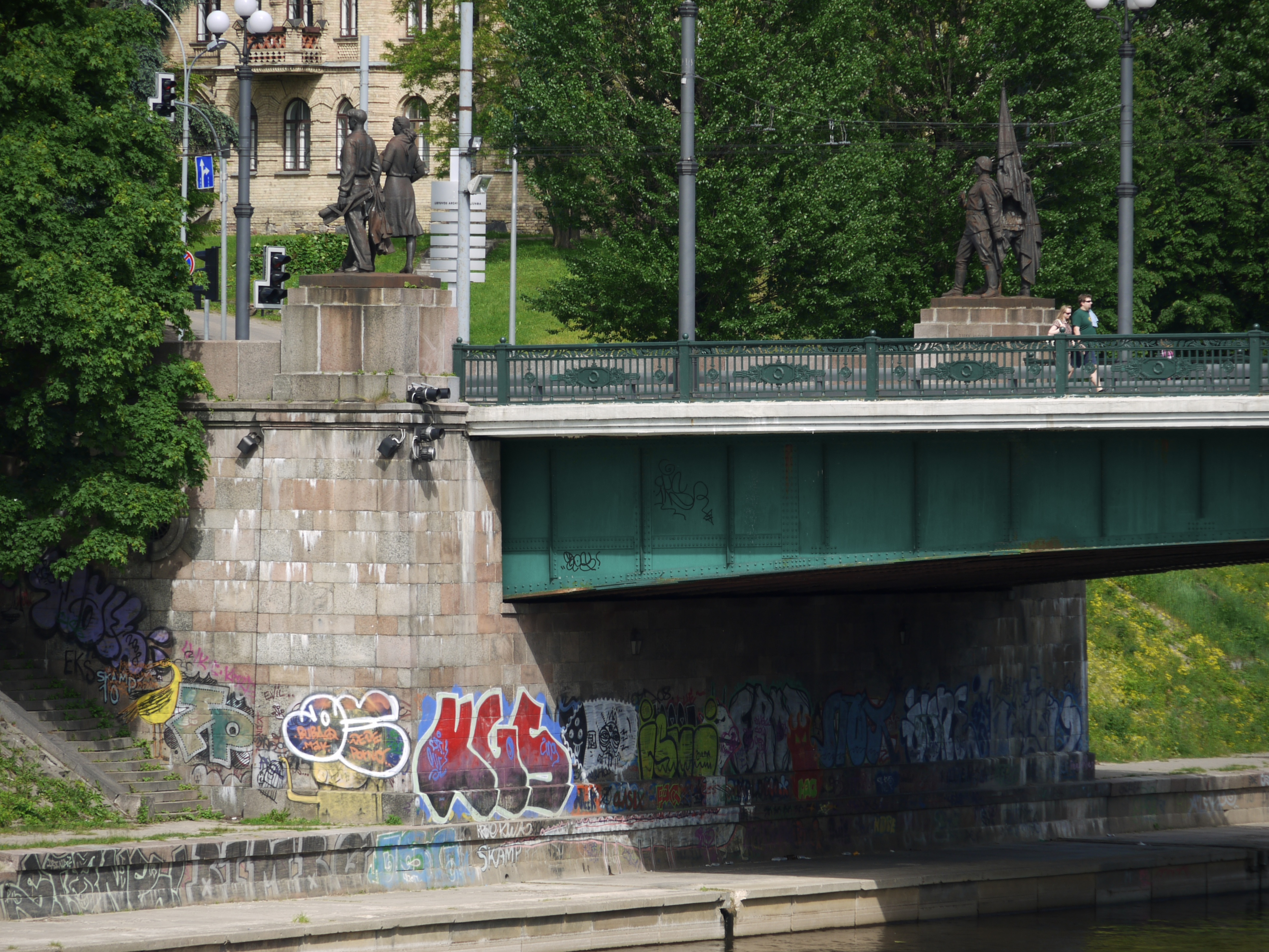
Скульптурная группа «Учащаяся молодёжь» (лит. Mokslo jaunimas) и «На страже мира» (лит. Taikos sargyboje) в 2010 году.

После восстановления независимости Литвы появились предложения о демонтаже скульптур, однако общественность и интеллигенция выступали против этого решения.
Осенью 2009 года планировалось произвести реставрацию скульптурных групп моста, состояние которых было признано неудовлетворительным. По оценкам специалистов требовалось около 40 тыс. лит. В октябре того же года муниципалитет Вильнюса объявил, что не в состоянии выделить средства на проведение ремонта. 
Сторонников идеи переноса скульптур в 2010 году остановило довольно негативное отношение общественности. По данным опроса, из 1024 респондентов более половины (59,2%) заявили, что против снятия скульптур. Лишь 15,4 процента заявили, что поддерживают идею убрать скульптуры. Из опрошенных около четверти (25,4%) не высказали своего мнения по этому вопросу. 
20 июля 2015 года скульптуры были демонтированы. При этом отмечалось, что реставрировать и возвращать их на мост не планируется, скульптуры будут храниться на площадке предприятия самоуправления.
В марте 2016 года на заседании Совета по недвижимым культурным ценностям в Департаменте культурного наследия Литвы было принято решение о снятии с охраны скульптур Зелёного моста.

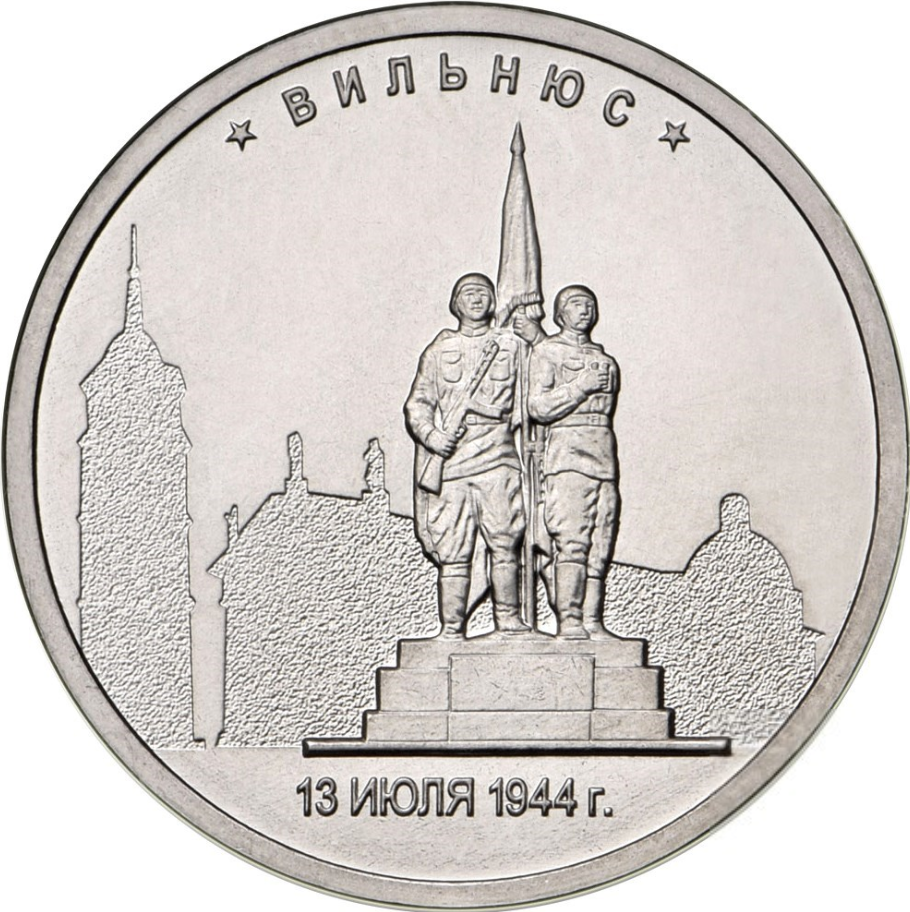
Монета Банка России 2016 года. Скульптурная группа «На страже мира»

1 августа 2016 года Центральным банком России была выпущена пятирублёвая монета из серии «Города—столицы государств, освобожденные советскими войсками от немецко-фашистских захватчиков», посвящённая Вильнюсу, на реверсе которой изображена скульптурная группа «На страже мира» на Зелёном мосту в Вильнюсе. Директор политического департамента Министерства иностранных дел Литвы Роландас Качинскас заявил: «Мы не сомневаемся в роли и месте Красной Армии в истории Литвы <...> Выпуск монет еще раз доказывает, что Россия не готова к исторической правде о советской оккупации».
В 2018 году муниципалитет Вильнюса принял решение о размещении на постаментах Зеленого моста временных инсталляций, которые будут меняться каждые 6 месяцев. 8 апреля 2019 года на мосту была установлена инсталляция «Активатор добра мегареальности» (лит. Megarealybės gerumo aktyvatorius) литовского фотографа Саулюса Паукштиса, получившая преимущественно негативные отзывы искусствоведов.
В 2022 году временные скульптуры были демонтированы.
В 2023 году начались ремонтные работы моста, в ходе которых планировалось смыть граффити и ржавчину с конструкций, отремонтировать и перекрасить перила, боковые опоры, фонари, отремонтировать лестницы и пешеходные дорожки, ведущие под мост.

## Конструкция
Мост однопролётный металлический консольно-рамный с криволинейным очертанием нижнего пояса. Пролётное строение представляет собой двухконсольный сталежелезобетонный ригель с противовесами на консолях и две опорные ноги, каждая из которых состоит из стойки и подкоса. Высота балки переменная — в середине пролёта 1,52 м, на опоре 2,9 м. Консоли, противовесы и опорные ноги закрыты декоративными стенками устоев. В устоях моста устроены разгружающие железобетонные противовесы весом по 50 т каждый. Поверх металлических балок устроена монолитная железобетонная плита. Устои моста облицованы гранитом. Длина моста составляет 102,9 м, ширина — 24 м (из них ширина проезжей части — 18 м и два тротуара по 3 м), высота над уровнем воды — 15 м. 
Мост предназначен для движения автотранспорта и пешеходов. Проезжая часть моста включает в себя 5 полос для движения автотранспорта . Покрытие проезжей части — асфальтобетон, тротуаров — гранитные плиты. Тротуары отделены от проезжей части металлическим барьерным ограждением. Перильное ограждение чугунное, художественного литья, завершается на устоях гранитными парапетами. На устоях устроены гранитные лестничные сходы на нижний ярус набережной.